# Antoin Peeters
Antoin Peeters (Middelburg, 18 februari 1975) is een Nederlandse journalist en nieuwslezer.

## Loopbaan
Peeters studeerde journalistiek in Tilburg (onderdeel televisie) en Media & Cultuur in Rotterdam. Hij begon zijn carrière als verslaggever bij Stadsomroep Venlo, waar ze een journalist zochten die de rechtszaak van de Bende van Venlo wilde verslaan. Hij werkte daarna bij de regionale omroepen Omroep Limburg en Omroep West.
Sinds 2001 is hij werkzaam bij het RTL Nieuws. Hij was eerst te zien als verslaggever-presentator bij RTL Z. Vanaf 2002 presenteerde hij om de week de zondagsuitzendingen van het RTL Nieuws. Ook viel hij regelmatig in voor de nieuwslezers van het avondnieuws en incidenteel voor de nieuwslezers van RTL Z en het ontbijtnieuws. Sinds 15 juni 2015 is Peeters de vaste presentator van de avondbulletins van het RTL Nieuws. Het nieuws van 19:30 uur heeft hij regelmatig samen met Merel Westrik gepresenteerd, totdat zij vertrok als nieuwslezeres.
Daarnaast was hij jarenlang een van de binnenlandse verslaggevers. Af en toe reisde hij ook af naar het buitenland. In november 2008 deed hij bijvoorbeeld verslag van de Amerikaanse presidentsverkiezingen in Chicago en in januari 2009 was hij aanwezig bij de inauguratie van Barack Obama in Washington. Vanaf het voorjaar van 2012 was hij de Koninklijk Huis verslaggever.
In 2022 had hij een kleine gastrol in Goede tijden, slechte tijden.

## Privé
Peeters is getrouwd en is vader van twee dochters.